# Sturmia velutina
Sturmia velutina là một loài ruồi trong họ Tachinidae.